# Expresiones multidimensionales
Las expresiones multidimensionales o MDX (acrónimo de MultiDimensional eXpressions) son un lenguaje de consulta para bases de datos multidimensionales sobre cubos OLAP. Se utilizan en inteligencia empresarial para generar informes para la toma de decisiones basadas en datos históricos, con la posibilidad de cambiar la estructura o rotación del cubo.

## Introducción
Una consulta MDX es muy similar a una consulta SQL: nos devuelve un conjunto de celdas, que es resultado de tomar un subconjunto de las celdas del cubo original. Sin embargo, contiene diferentes funciones, y al utilizar varias dimensiones puede volverse bastante compleja.
MDX utiliza las jerarquías en varias situaciones. Por ejemplo, si una dimensión se denomina región, esta puede contener países. Los países a su vez contienen provincias y las provincias ciudades. Para manejar estos componentes MDX tiene funciones como children (hijos en inglés), cousin (primos) y parents (padres). En el ejemplo anterior, para la dimensión país, la región sería el padre, y las provincias los hijos.
Un cliente OLAP puede manipular el cubo de distintas formas: rotarlo, rebanarlo y cortarlo en dados.
Existen distintos proveedores de datos OLAP. Por ejemplo, el de Microsoft es Analysis Services, y el de Oracle, Business Intelligence Enterprise Edition.

## Ejemplo
Consulta MDX Básica:
Sintaxis:

SELECT <especificación de eje> on columns,
<especificación de eje> on rows
FROM <especificación de cubo>
WHERE <especificación Slicer (rebanador)>

```
SELECT

   
{
 
[
Measures
]
.
[
Store Sales
]
 
}
 
ON
 
COLUMNS
,

   
{
 
[
Date
]
.
[
2012
]
,
 
[
Date
]
.
[
2013
]
 
}
 
ON
 
ROWS

FROM
 
Sales

WHERE
 
(
 
[
Store
]
.
[
Spain
]
.
[
CA
]
 
)

```

```
 
CREATE
 
CUBE
 
Sales
 

 
(

 
DIMENSION
 
Time
 
TYPE
 
TIME
,

   
HIERARCHY
 
[
Fiscal
]
,

      
LEVEL
 
[
Fiscal Year
]
 
TYPE
 
YEAR
,

      
LEVEL
 
[
Fiscal Qtr
]
 
TYPE
 
QUARTER
,

      
LEVEL
 
[
Fiscal Month
]
 
TYPE
 
MONTH
 
OPTIONS
 
(
SORTBYKEY
,
 
UNIQUE_KEY
),

   
HIERARCHY
 
[
Calendar
]
,

      
LEVEL
 
[
Calendar Year
]
 
TYPE
 
YEAR
,

      
LEVEL
 
[
Calendar Month
]
 
TYPE
 
MONTH
,

 
DIMENSION
 
Products
,

      
LEVEL
 
[
All Products
]
 
TYPE
 
ALL
,

      
LEVEL
 
Category
,

      
LEVEL
 
[
Sub Category
]
,

      
LEVEL
 
[
Product Name
]
,

 
DIMENSION
 
Geography
,

      
LEVEL
 
[
Whole World
]
 
TYPE
 
ALL
,

      
LEVEL
 
Region
,

      
LEVEL
 
Country
,

      
LEVEL
 
City
,

 
MEASURE
 
[
Sales
]

   
FUNCTION
 
SUM
 

   
FORMAT
 
'Currency'
,

 
MEASURE
 
[
Units Sold
]

   
FUNCTION
 
SUM

   
TYPE
 
DBTYPE_UI4

 
)

```

Medidas de un cubo: son los datos existentes en cada celda del cubo.
Dimensiones: son los ejes del cubo.